# Tvålbit
Tvålbit (Ascidia virginea) är en sjöpungsart som beskrevs av Otto Friedrich Müller 1776. Tvålbit ingår i släktet Ascidia och familjen Ascidiidae. Arten är reproducerande i Sverige. Inga underarter finns listade i Catalogue of Life.